# 渡辺大輔 (陸上選手)
渡辺 大輔（渡邉 大輔、わたなべ だいすけ、1975年5月29日 - ）は、日本の陸上競技選手である。
八王子学園八王子高等学校、日本大学を経て、ミズノに所属。2000年シドニーオリンピックに男子走幅跳で出場した。 
現在は母校・八王子高校の体育教諭で、同校陸上競技部の顧問・監督を務めており、甥（妻の姉の息子）にあたる橋岡優輝にも指導を行っていた。

## 参照資料
1. 1 2  “橋岡優輝：両親とも元日本記録保持者。「陸上サラブレッド」はU20世界選手権の走幅跳で日本人初の世界一に”. OLYMPIC CHANNEL (2019年2月27日). 2020年3月4日閲覧。
2. 1 2  “顧問・コーチ”. 八王子学園八王子高等学校陸上競技部. 2020年3月4日閲覧。
3. ↑  “Daisuke Watanabe Olympic Results”.  Sports Reference LLC. 2020年4月17日時点のオリジナルよりアーカイブ。2017年12月20日閲覧。
4. ↑  “インターハイ陸上女子400m障害　津川瑠衣（八王子）がV　「中途半端な自分、脱したかった」”. 高校生新聞ONLINE. (2019年8月6日) 2020年3月4日閲覧。
5. ↑  “橋岡優輝、日本のお家芸・走り幅跳び復活導く　森長コーチ「決勝の舞台でどう戦えるかが大事」”. スポーツ報知. (2019年9月27日) 2020年3月4日閲覧。